# Caliabria
Caliabria (łac. Dioecesis Calabriensis) – stolica historycznej diecezji w Portugalii, erygowanej w roku 569, a zlikwidowanej w roku 693. Współcześnie prawdopodobnie miejscowość Vila Nova de Foz Côa w dystrykcie Guarda. Obecnie katolickie biskupstwo tytularne.

## Biskupi tytularni
| Lp. | Biskup                     | Funkcja                                   | Od               | Do               |
| --- | -------------------------- | ----------------------------------------- | ---------------- | ---------------- |
| 1   | Albert van Overbeke        | biskup-prałat Bayombong (Filipiny)        | 10 września 1969 | 18 lutego 1978   |
| 2   | José da Cruz Policarpo     | biskup pomocniczy Lizbony (Portugalia)    | 26 maja 1978     | 5 marca 1997     |
| 3   | Walmor Oliveira de Azevedo | biskup pomocniczy São Salvador (Brazylia) | 21 stycznia 1998 | 28 stycznia 2004 |
| 4   | Paulo Francisco Machado    | biskup pomocniczy Juiz de Fora (Brazylia) | 12 maja 2004     | 2 stycznia 2008  |
| 5   | Joaquim Mendes             | biskup pomocniczy Lizbony (Portugalia)    | 31 stycznia 2008 |                  |